# ウィリアム・フェアファクス (第8代フェアファクス子爵)
第8代フェアファクス子爵ウィリアム・フェアファクス（英語: William Fairfax, 8th Viscount Fairfax、1738年11月5日埋葬）は、アイルランド貴族。

## 生涯
ウィリアム・フェアファクス（William Fairfax、初代フェアファクス子爵トマス・フェアファクスの息子）と2人目の妻メアリー・チャムリー（Mary Cholmeley、マーマデューク・チャムリーの娘）の息子として生まれた。
1719年1月6日に伯父トマスの孫チャールズが死去すると、フェアファクス子爵の爵位を継承した。
エリザベス・ジェラード（Elizabeth Gerard、ジェラード大尉の娘）と結婚して、4男1女をもうけた。
- ウィリアム
- リチャード
- チャールズ・グレゴリー（1772年没） - 第9代フェアファクス子爵
- リチャード
- アラシア - ラルフ・ピゴット（Ralph Pigott）と結婚、子供あり

1738年に死去、11月5日に埋葬された。息子チャールズ・グレゴリーが爵位を継承した。